# Donges
Donges é uma comuna francesa na região administrativa do País do Loire, no departamento de Loire-Atlantique. Estende-se por uma área de 59.9 km². Em 2010 a comuna tinha 8 130 habitantes (densidade: 135,7 hab./km²).